# Volodymyr Pravyk
Volodymyr Pavlovych Pravyk (en ucraniano: Володимир Павлович Правик; Chernóbil, 13 de junio de 1962 - Moscú, 11 de mayo de 1986) fue un bombero soviético que estuvo presente en las labores de extinción del incendio tras la explosión de la central n.º 4 de Chernóbil. En consecuencia, fallecería dos semanas después a causa del síndrome de irradiación aguda.

## Biografía

### Estudios y vida laboral
Se graduó en 1979 y después estudiaría en la Escuela Técnica de Bomberos en Cherkasy, donde obtuvo el grado de teniente del servicio interno. Posteriormente desempeñaría funciones de jefe de guardia en el segundo departamento de bomberos paramilitares del Comité Ejecutivo del Óblast de Kiev, cuerpo encargado de la seguridad de la central nuclear.

### Desastre de Chernóbil
En la noche del 25 al 26 de abril de 1986, cuando sucedió la explosión de Chernóbil, se suponía que era su día libre, pero decidió intercambiar su turno con el de su amigo y compañero: Piotr Khmel. Minutos después del accidente, se personó junto con el tercer turno en Prípiat tras atender la llamada de emergencia no sin antes contactar con las estaciones de Prípiat, Chernóbil y Kiev al percatarse de que no disponían de suficientes medios para hacer frente al fuego.
Se cree que pudo ser el bombero, al cual se le cambió el color del iris de los ojos (de castaño a azul) a causa de la exposición a la radiación.

### Fallecimiento y reconocimientos
Dado el estado de salud, fue trasladado junto con sus compañeros al hospital n.º 6 de Moscú, donde estuvo ingresado hasta su fallecimiento el 11 de mayo de 1986 a causa del síndrome de irradiación aguda.
Con 23 años, estuvo casado con Nadezhda Ivanovna, una profesora de guardería, la cual dio a luz poco después del fallecimiento del padre a una hija Natalia Vladimirovna Ermoshkina-Pravik (nacida en 1986), la cual tiene actualmente una hija, Vera (nacida en 2014), las tres viven en Moscú..
Fue condecorado con el título de Héroe de la Unión Soviética, la Orden de Lenin y la Estrella al Valor; las tres condecoraciones a título póstumo.
Al igual que los demás bomberos y algunos ingenieros, tras su fallecimiento, el cuerpo fue introducido en un ataúd de zinc y sellado a posteriori para evitar que se escape la radiación. Sus restos descansan en el cementerio de Mitinskoie de Moscú junto con otras veintisiete víctimas (algunos compañeros) fallecidas en el desastre de Chernóbil.